# Clifton James (acteur)
Pour les articles homonymes, voir Clifton James et James.
George Clifton James, né le 29 mai 1920 à Spokane (État de Washington) et mort le 15 avril 2017 à Gladstone (Oregon), est un acteur et humoriste américain.

## Biographie
Clifton James est connu pour avoir joué avec Roger Moore dans deux James Bond incarnant le truculent sheriff Pepper : Vivre et laisser mourir en 1973 et L'Homme au pistolet d'or en 1974. Il a également joué dans Superman 2 en 1980.

## Filmographie
- 1957 : Demain ce seront des hommes de Jack Garfein : colonel Ramsey
- 1959 : La Rafale de la dernière chance (en) de Howard W. Koch : Harris
- 1961 : Au bout de la nuit de Jack Garfein : détective Bogart
- 1962 : Allô, brigade spéciale de Blake Edwards : capitaine Moreno
- 1962 : David et Lisa de Frank Perry : John
- 1964 : Le Mercenaire de minuit de Richard Wilson : Tuttle
- 1966 : La Poursuite impitoyable d'Arthur Penn : Lem Brewster
- 1966 : Le Virginien :  saison 05 épisode 12: (Linda) : Ben Albright
- 1967 : Les Détraqués (The Happening) d'Elliot Silverstein : O'Reilly
- 1967 : Luke la main froide d'Elliot Silverstein : Carr
- 1968 : Will Penny, le solitaire de Tom Gries : Catron
- 1969 : Reivers de Mark Rydell : Butch Lovemaiden
- 1970 : Tick... Tick... Tick et la violence explosa de Ralph Nelson : D. J. Rankin
- 1970 : WUSA de Stuart Rosenberg : Speed, le marin au bar
- 1973 : Les flics ne dorment pas la nuit de Richard Fleischer : Whitey
- 1973 : Vivre et laisser mourir de Guy Hamilton : Sheriff J. W. Pepper
- 1973 : Kid Blue (en) de James Frawley : M. Hendricks
- 1973 : Le Loup-garou de Washington de Milton Moses Ginsberg (en) : General Attorney
- 1973 : The Iceman Cometh de John Frankenheimer : Pat McGloin
- 1973 : La Dernière Corvée de Hal Ashby : M. A. A
- 1973 : Le Flic ricanant de Stuart Rosenberg : Officier Jim Maloney
- 1974 : Terreur sur le Britannic de Richard Lester : Corrigan
- 1974 : Bank Shot de  Gower Champion : Streiger
- 1974 : L'Homme au pistolet d'or de Guy Hamilton : J. W. Pepper
- 1974 : L'Homme qui valait trois milliards, saison 2, épisode 8 "Reconstitution" : Burns "Shadetree"
- 1975 : Rancho Deluxe de Frank Perry : John Brown
- 1975 : Bons baisers de Hong Kong d'Yvan Chiffre : Bill
- 1977 : Transamerica Express d'Arthur Hiller : Sheriff Chauncey
- 1980 : Cabo Blanco de J. Lee Thompson : Lorrimer
- 1980 : ´´Shérif fais moi peur’’ Saison 2 : Shérif Lester Crabb
- 1980 : Superman 2 de Richard Lester : Sheriff
- 1983 : Agence tous risques Saison 2 : Sherrif
- 1985 : Stiffs de Ralph Rosenblum : oncle Leo
- 1987 : Les Incorruptibles de Brian De Palma : District Attorney
- 1988 : Les Coulisses de l'exploit de John Sayles : Charles Commie Comiskey
- 1990 : Le Bûcher des vanités de Brian De Palma : Albert Fox
- 1996 : Lone Star de John Sayles : Charles Commie Hollis
- 2002 : Sunshine State de John Sayles : Buster Bidwell